# Neft Daşları
Neft Daşları (in azero), nota anche come Oil Rocks, è una città costruita sul Mar Caspio, 45–50 km al largo della penisola di Abşeron nell'Azerbaigian. Venne edificata nel 1947 dalla Unione Sovietica per fini estrattivi.
Contrariamente ad altri impianti di estrazione off-shore, Neft Daşları è una vera città con numerosi appartamenti, un panificio, un cinema, un giardino ed una scuola.

## Descrizione
Neft Daşları è la prima piattaforma petrolifera nel mondo. È un insediamento di tipo urbano e fa parte del distretto di Pirallahi di Baku. 
Fu inserito nel Guinness dei primati come la prima piattaforma petrolifera offshore al mondo.
L'insediamento iniziò con un unico percorso sull'acqua e diventò un sistema di sentieri e piattaforme costruite sul retro delle navi affondate per servire da fondamento del Neft Daşları.

## Storia
La piattaforma fu costruita il 25 febbraio del 1949 per la prima volta nel mondo a scopo industriale per estrarre gli idrocarburi sul fondo del mare aprendo una nuova pagina nella storia. 
Già all'inizio del XIX secolo (1798) fu acquistato il primo olio del Mar Caspio (Bibi-Heybat). Tuttavia, la produzione industriale iniziò solo nel 1925. Nella baia di Baku c'erano solo alcuni pozzi in fondo al mare e un solo pozzo situato sui pilastri di legno. Dopo i depositi di Pirallahi-Deniz, Gurgan-Deniz, Banka-Darwin con risorse di petrolio e gas iniziarono a sviluppare nella zona costiera della penisola di Absheron. Questi depositi possono essere condizionalmente chiamati perché prendono il loro inizio dalla Terra ma Oil Rocks non ha nessun rapporto con la Terra. A partire dal 7 novembre 1949, i pozzi di petrolio alla profondità di 942 m forniscono 100 t al giorno.

## Nel cinema
A Neft Daşları sono state girate alcune scene del film Il mondo non basta (titolo originale: The World Is Not Enough) del 1999, 19º episodio della saga cinematografica di James Bond.

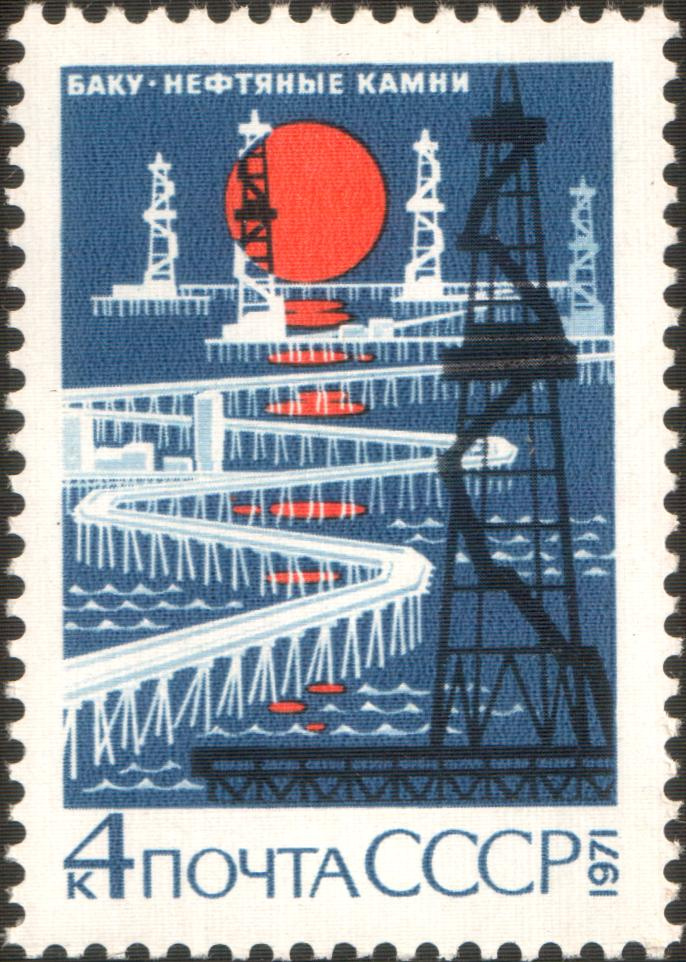
Francobollo sovietico del 1971, raffigurante gli impianti estrattivi di Neft Daşları